# Tempus fugit

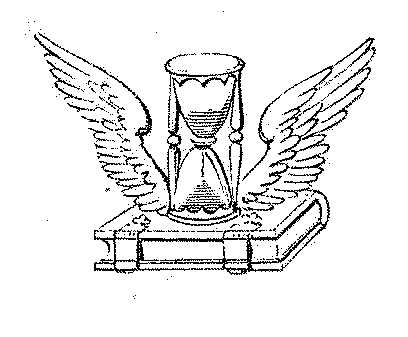
Крылатые песочные часы, представляющие время полёта, предназначенные для надгробий и памятников

 Tempus fugit  — латинское выражение, означающее «время бежит», часто переводится как «время летит».

## Происхождение и употребление

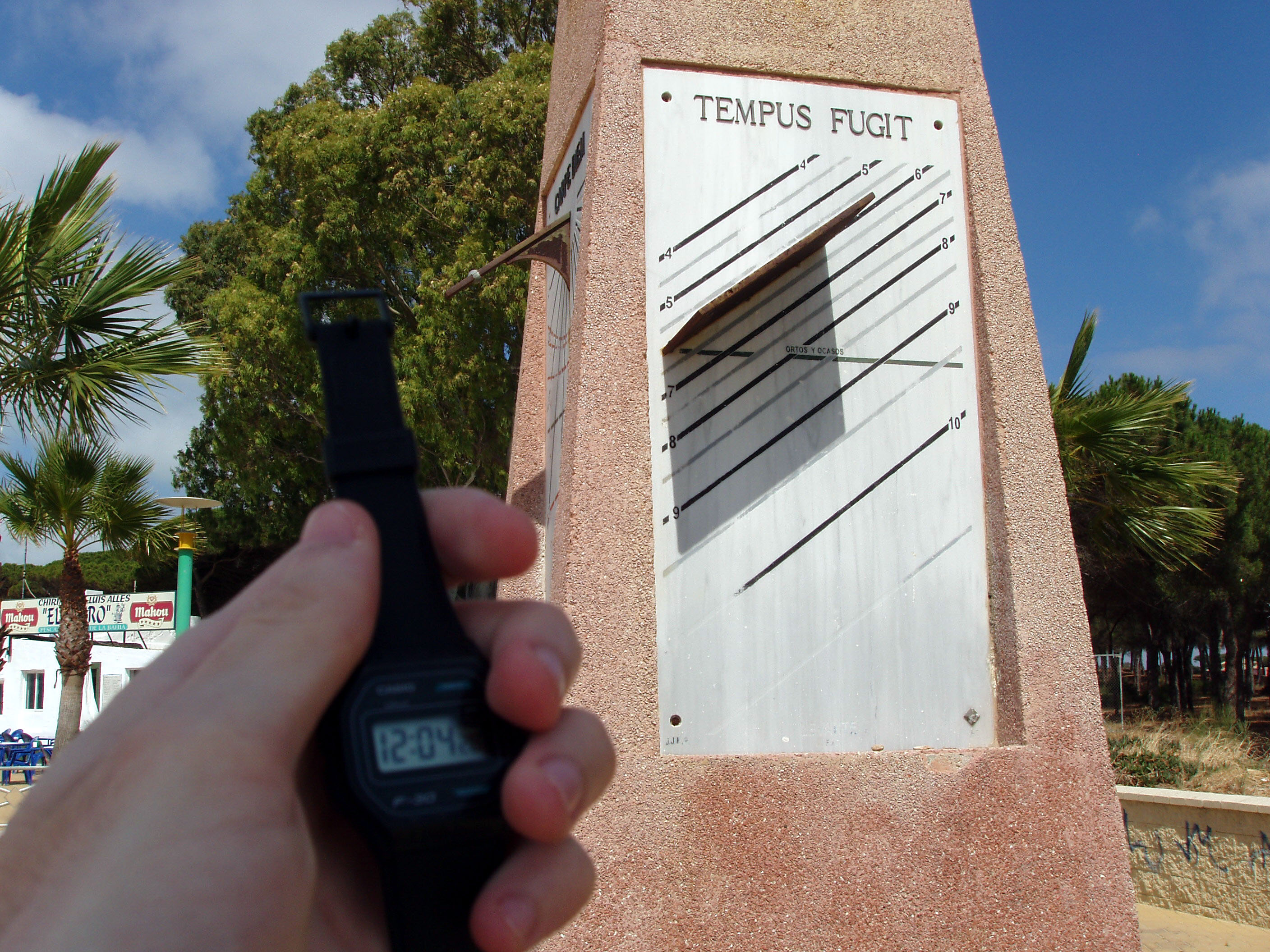
Надпись Tempus fugit
на солнечных часах

Впервые это выражение было употреблено в поэме «Георгики» великого римского поэта Вергилия:
Но бежит между тем, бежит невозвратное время,
Я же во власти любви по частностям всяким блуждаю.Оригинальный текст (лат.)Sed fugit interea fugit irreparabile tempus,
Singula dum capti circumvectamur amore.
В английском языке выражение — как в латинской, так и в английской форме (англ. time flies) — вошло в поговорку со значением «между тем, время уходит безвозвратно». Часто используется в качестве надписи на часах.

## В популярной культуре
- Используется в музыкальных номерах мюзикла «Пижамная игра» (1954)
- Название песни из альбома «Drama» британской рок-группы «Yes» (1980)
- Название песни из альбома «Flawless» американской панк-группы «Sewer Trout» (1989)
- Название композиции Майлса Дейвиса из альбома «The Capitol and Blue Note Years: The Best of Miles Davis» (1992)
- Название эпизода сериала «Секретные материалы» (1997)
- Использовалось Джеймсом Бондом в фильме «007: Спектр» (2015)
- Название песни из альбома «Böses Blut» немецкой группы Ingrimm
- Используется персонажем под именем Сигма из игры «Overwatch»
- Используется в романе/сборнике Стивена Кинга «Сердца в Атлантиде»
- Является девизом Музея имени Героя Советского Союза Бельгина Андрея Антоновича
- В популярном симуляторе велосипеда Zwift название одной из самых плоских и быстрых трасс.